# Толчино (Новосибирская область)
Толчино — упразднённая деревня в Барабинском районе Новосибирской области. На момент упразднения входила в состав Козловского сельсовета. Исключена из учётных данных в 1981 году.

## География
Деревня располагалась на востоке района, среди озёр Штан-Таган и Безымянное, в 5 км к западу-северо-западу от деревни Пензино.

## История
В 1926 году деревня Ново-Толчино входила в состав Ново-Шелковниковского сельсовета Барабинского района Барабинского округа Сибирского края.
Решением Новосибирского облисполкома от 30.12.1981 г. № 894/пр деревня исключена из учётных данных.

## Население
По переписи 1926 г. в деревне проживало 438 человек (212 мужчин и 226 женщин), основное население — русские

## Инфраструктура
В 1926 году состояла из 81 хозяйства. В деревне располагалась школа 1-й ступени и маслозавод.